# 太峪乡
太峪乡是中国陕西省咸阳市彬县下辖的一个乡。

## 行政区划
太峪乡下辖以下行政区：
南庄村、拜家河村、张村、北庄村、寺家庄村、蒋家坡村、中山村、太朝村、沟渠头村、蒙兴村、富宁村